# Taoyuan (district)
Taoyuan (traditioneel Chinees: 桃園; vereenvoudigd Chinees: 桃园; pinyin: Táoyuán) is een district van het stadsarrondissement Taoyuan, gelegen op het eiland Taiwan. Het telt ongeveer 405.000 inwoners.

## Galerij

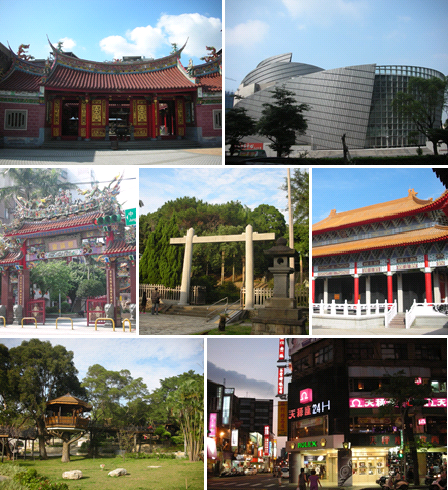
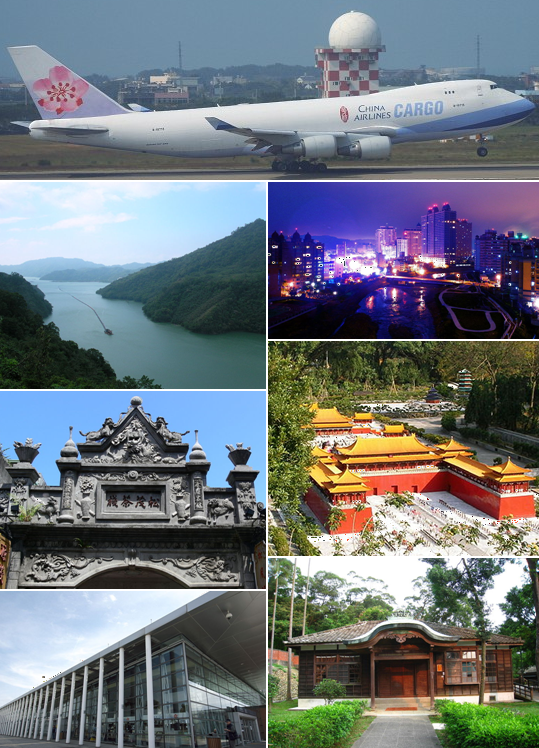
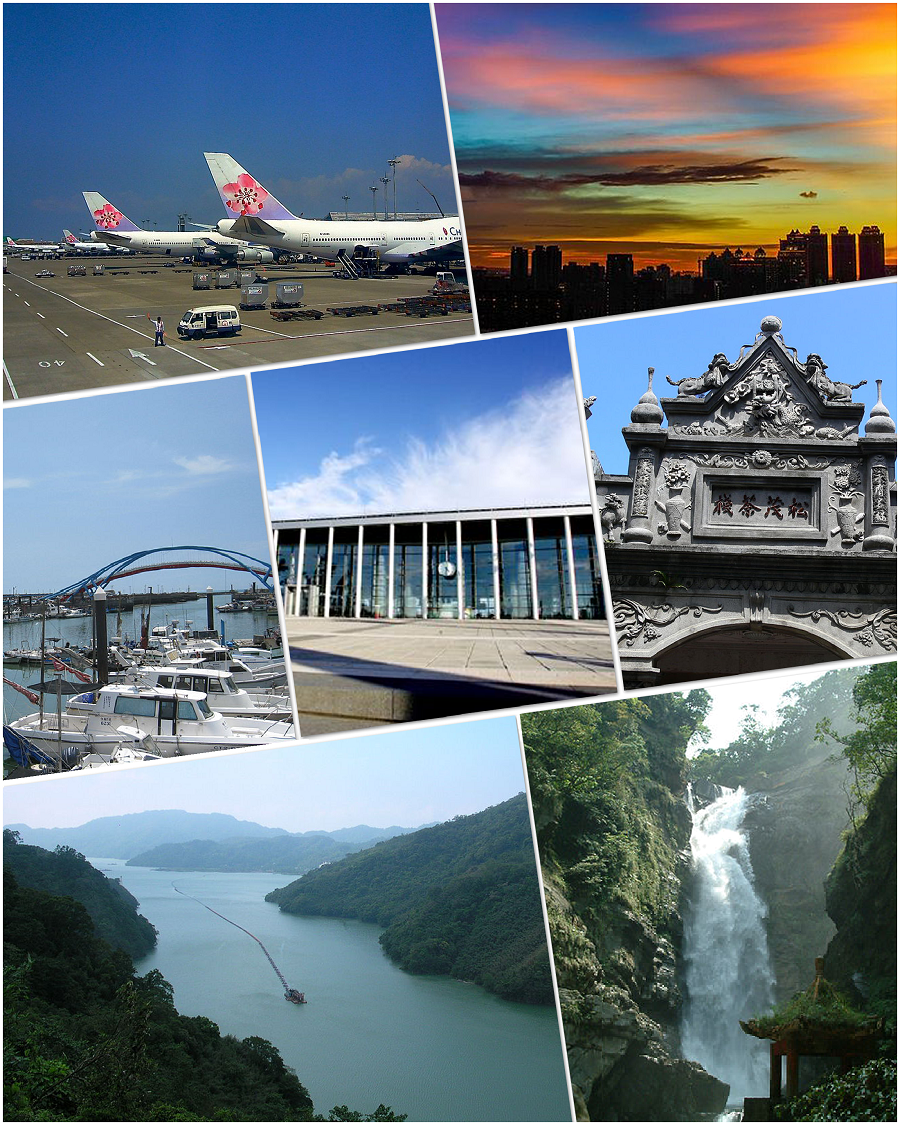
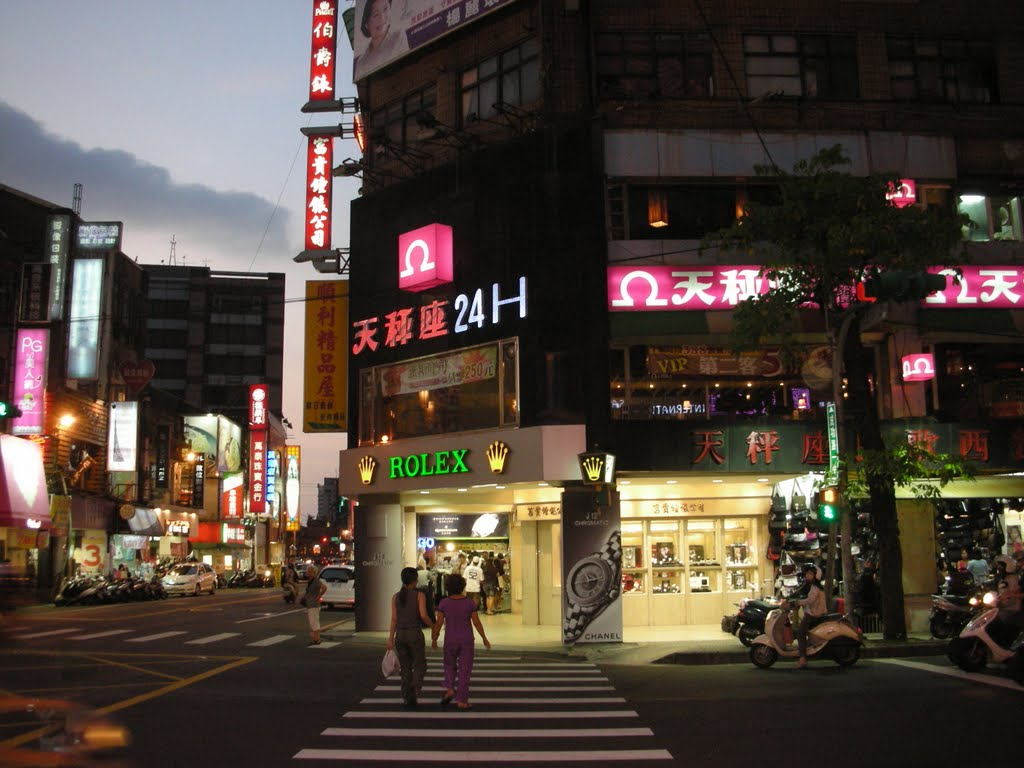